# Maclura amboinensis
Maclura amboinensis là một loài thực vật có hoa trong họ Moraceae. Loài này được Blume mô tả khoa học đầu tiên năm 1856.